# أيزو 3166-2:AS

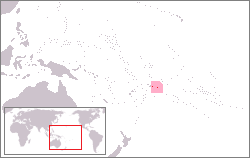

أيزو 31166-2:AS هو الجزء المخصص لساموا الأمريكية في أيزو 3166-2، وهو جزء من معيار أيزو 3166 الذي نشرته المنظمة الدولية للتوحيد القياسي (أيزو)، والذي يُعرف رموز لأسماء التقسيمات الرئيسية (مثل الأقاليم، الجهات، المقاطعات أو الولايات) من جميع البلدان في ترميز أيزو 3166-1.
حاليا لم يتم تحديد رموز ISO 3166-2 لساموا الأمريكية.

## وصلات خارجية
- المنظمة الدولية للتوحيد القياسي أيزو 3166-2:AS